# HangTime
HangTime in Knott’s Berry Farm (Buena Park, Kalifornien, USA) ist eine Stahlachterbahn vom Modell Infinity Coaster des Herstellers Gerstlauer Amusement Rides, die am 18. Mai 2018 eröffnet wurde. Sie wurde an der Stelle errichtet, an der bis 2017 die Achterbahn Boomerang stand.
Die 670 m lange Strecke erreicht eine Höhe von 45,7 m und besitzt ein maximales Gefälle von 96°. Außerdem wurden fünf Inversionen verbaut: der bisher einzige Negative-G Stall Loop weltweit, ein Korkenzieher, ein Cutback, sowie eine Cobra-Roll, die aus zwei Inversionen besteht.

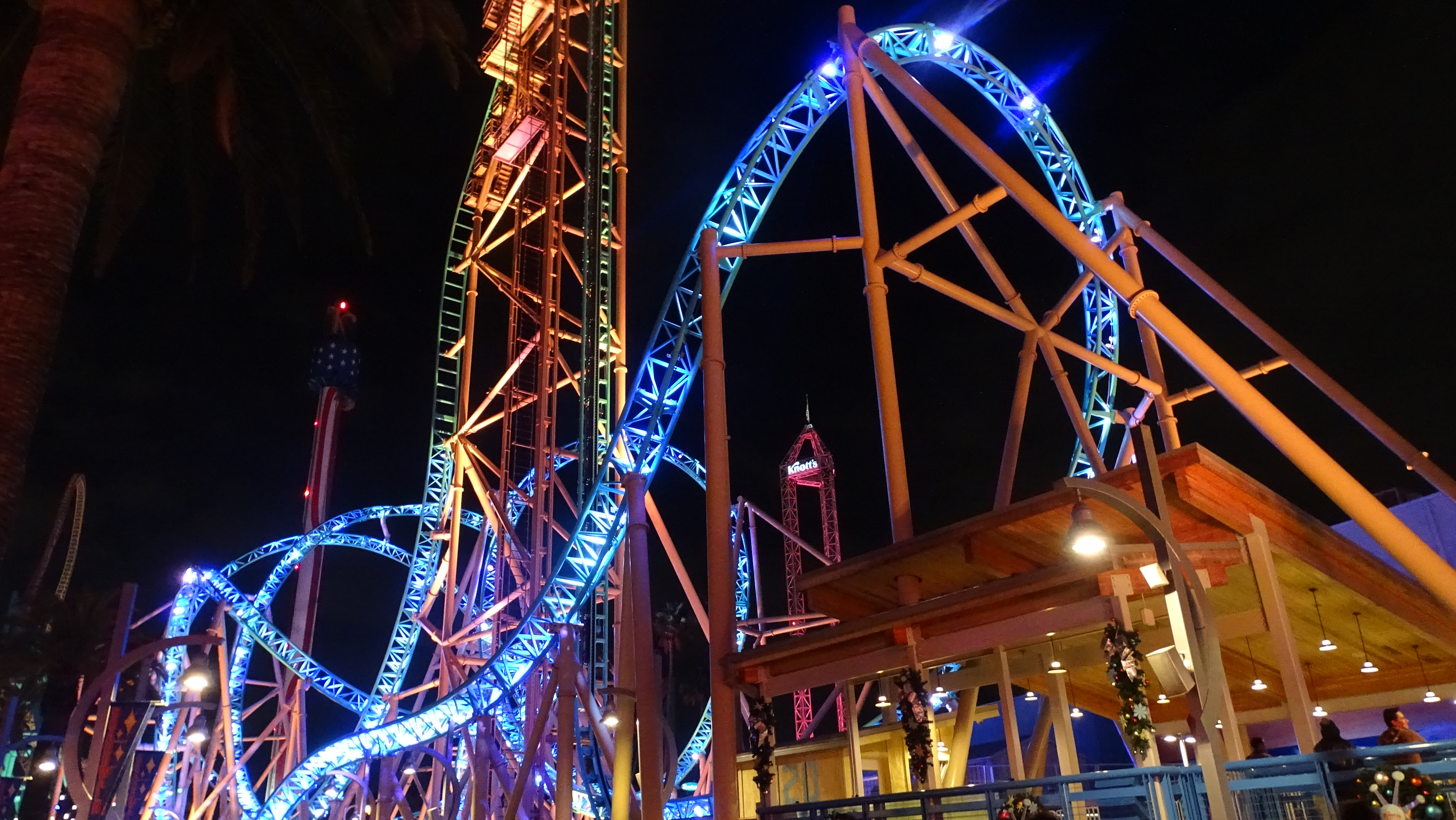
HangTime bei Nacht

Als Besonderheit zählt die Beleuchtung von HangTime, dessen Beleuchtungssystem von KCL Engineering erstellt wurde.

## Züge
HangTime besitzt drei Züge mit jeweils vier Wagen. In jedem Wagen können vier Personen (eine Reihe) Platz nehmen.